# Antoine Watteau
Jean-Antoine Watteau, född 10 oktober 1684 i Valenciennes i Frankrike, död 18 juli 1721 i Nogent-sur-Marne, var en fransk målare, tecknare och grafiker under rokokon.

## Biografi
Watteaus liv är mycket väldokumenterat eftersom både hans konsthandlare, Edme-François Gersaint (1695–1750), och hans vänner skrev hans biografi.

### Från tidig skolning till genombrott
Watteau var till börden flamländare; hans födelseort hade sex år innan han föddes blivit annekterad av Frankrike. Fadern var taktäckare och timmermästare. Watteaus första lärare var lokala målare i Valenciennes, bland andra Jacques-Albert Gérin (cirka 1640–1702). Efter dennes död begav Watteau sig till Paris där han arbetade åt ett par obetydliga målare, bland annat en som tillverkade helgonbilder fabriksmässigt. Han blev sedan biträde åt Claude Gillot, en originell och mångsidig man, som var ornamentstecknare och även komponerade dekorationer och kostymer för teatern. Gillot var den ledande målaren av italienska teatermotiv från commedia dell'arte. Från 1703 och fem år framåt arbetade Watteau som medhjälpare till Gillot.
Från Gillot övergick Watteau till hovmålaren Claude Audran III som var uppsyningsman och konservator vid Luxembourgpalatset och en mycket anlitad rumsdekoratör. Under dessa båda mästares ledning medverkade Watteau i att komponera och utföra väggmålningar, plafonder, spisskärmar, "panneaux decoratifs" i tidens anda.
Watteaus konstnärliga skolning var nu fullbordad, och hans sociala upphöjelse började. Han blev skildraren av sin tids sällskapsliv, en berömd målare vars beställare tillhörde Frankrikes rikaste män.[källa behövs] Han erbjöds 1712 inträde i konstakademien och erhöll 1717 fullvärdigt medlemskap.

## Influenser och motivval
Någon har sagt att Watteaus verk utgjorde ”en förgudning av 1700-talets ideal och anda”. Hans verklighet var sagans verklighet, där kvinnorna förvandlades till gudinnor och männen till satyrer i eleganta kläder. Han omvandlade det grova och jordiska till drömmar och fantasi.[källa behövs]
Watteau hade tagit starka intryck av forna tiders kolorister. I sina beskyddares samlingar hade han goda möjligheter att studera de gamla mästarnas verk, och han kopierade dem flitigt. Det var Peter Paul Rubens och den venetianska skolan, bland annat Tizian, som utövade det största inflytandet över hans utveckling. I Harlekin och Columbine (cirka 1715) framgår detta tydligt, men den känsliga teckningen och den drömliknande stämningen är hans egen och kännetecknande för den mogne Watteau.

## Några centrala verk

### Pilgrimsfärd till Kythera

Pilgrimsfärd till Kythera, 1717

Målningen var Watteaus receptionsstycke till akademien, och hans kanske mest berömda målning. Den utfördes 1717 och med den fick den franska rokokon sitt fulla uttryck. Målningen visar svärmande par på pilgrimsfärd till ön Kythera, den ö där Afrodite föddes enligt grekisk mytologi. Kärleksparen har ordnats i en ledigt svängande figurkedja som sträcker sig från statyn av Afrodite vid skogskanten till båten på vänster sida. Landskapet, som badar i det varma kvällsljuset, är fyllt av en glättig arkadisk stämning. Längtan efter den avlägsna lyckan avgör de olika parens uppbrott.
Något år senare utförde Watteau en version av målningen, som finns på Charlottenburgs slott i Berlin och är känd under namnet Avfärden till Kythera.

### Gersaints butiksskylt

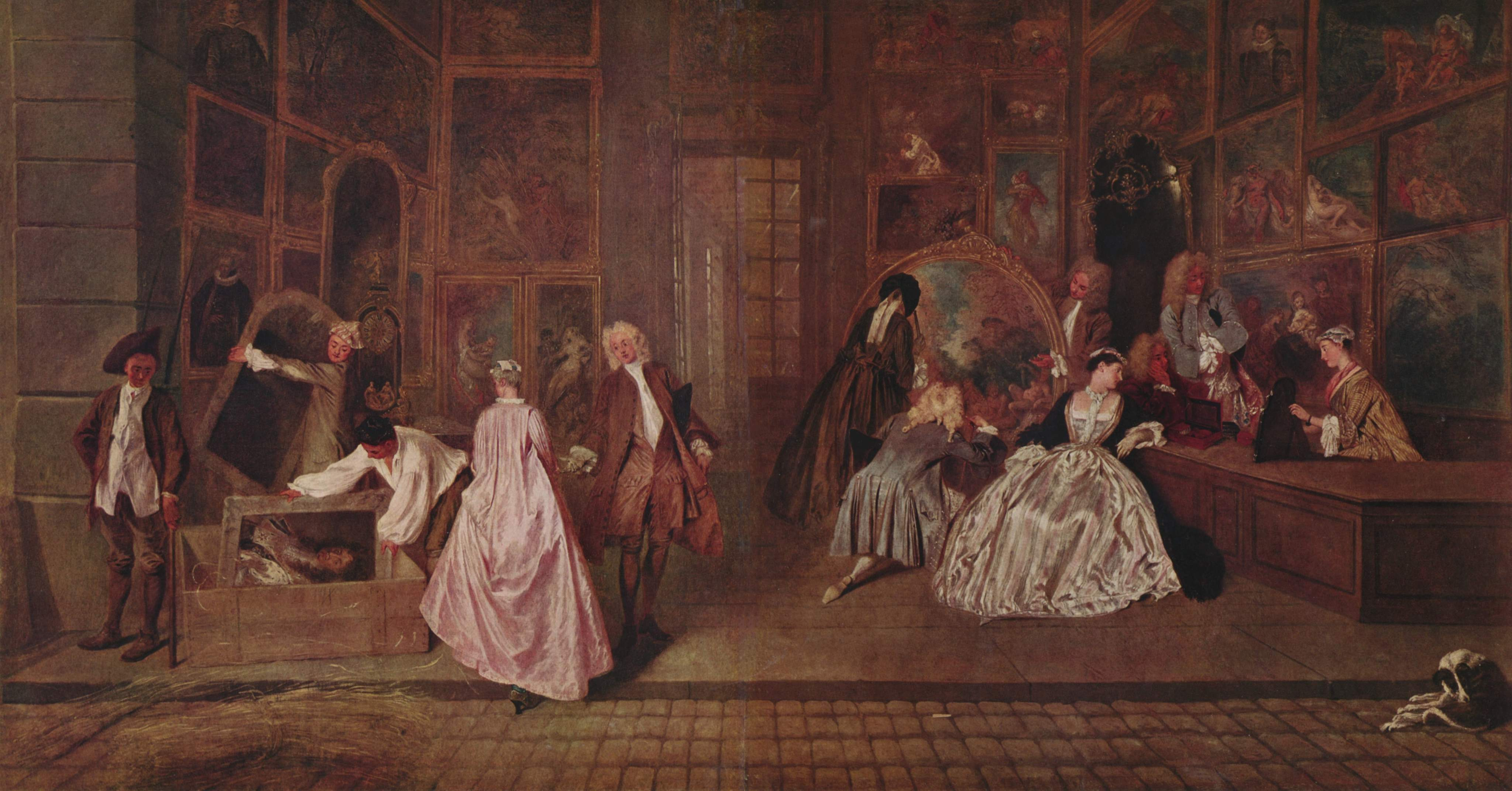
Gersaints butiksskylt (Staatliche Museen, Schloss Charlottenburg, Berlin)

En av Watteaus sista och största målningar är Gersaints butiksskylt. Den målades 1720, enligt traditionen på åtta dagar, och är en höjdpunkt vad gäller observation, komposition och teckning. Utförande och färgbehandling förebådar impressionismen. Efter att den lungsjuke konstnären återkommit från en resa till London, tar konsthandlaren Gersaint emot honom i sitt hem. Målningen skapades som affärsskylt åt vännen och var tänkt som supraporte ovanför ingångsdörren. Bildbetraktaren skådar in i affären: till vänster håller man på att packa ner en spegel och ett porträtt av Ludvig XIV, en förgången epoks insignier, i en låda, medan herrskapet till höger befattar sig med ”modern” konst.

### Fêtes vénitiennes

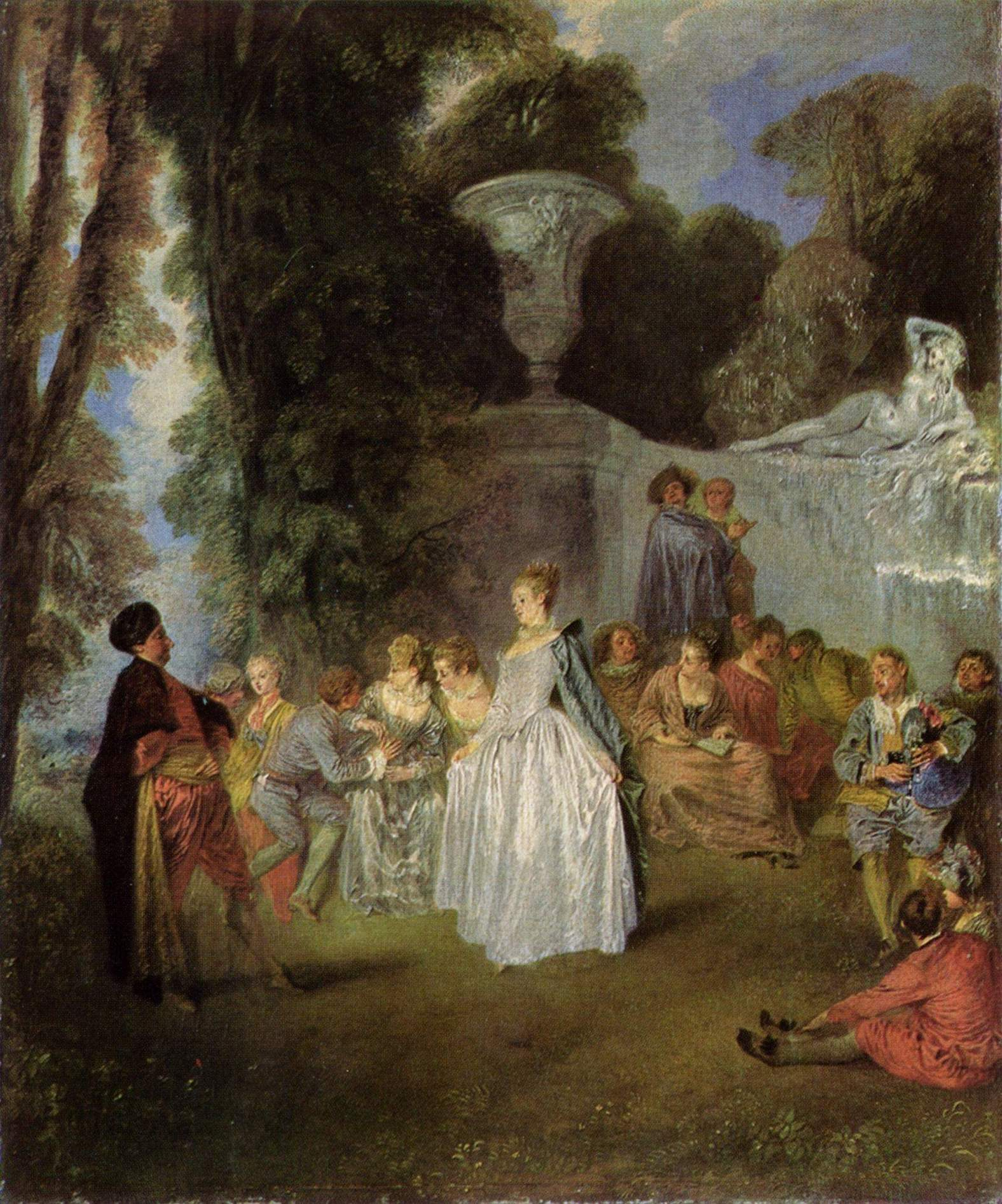
Dansen eller Fêtes Vénitiennes (Scottish National Gallery, Edinburgh)

Watteau hyste en förkärlek för att återspegla sina egna ideal för ett förfinat liv. Fêtes vénitiennes, också kallad Dansen, (1718) utspelar sig i en park av en typ, som först nyligen hade börjat anläggas. Bundenheten i behandlingen av växter var där långt mindre än tidigare, och friheten i utformningen av stenarbeten och skulptur var mycket större, varigenom man fann en ny medelväg mellan människans verk och naturens. Denna balans mellan det konstlade och det naturliga är lika tydlig i de poser Watteaus gestalter intar och förvisso även i kompositionen som helhet med dess bedrägliga sken av enkelhet.
Det kan ifrågasättas huruvida målningen är ett fullt så enkelt och okomplicerat förhärligande av denna världens nöjen som den kan tyckas vara. Den i orientalisk maskeradkostym klädde mannen till vänster kan vara ett porträtt av Watteaus vän, konstnären Nicolas Vleughels, den dansande unga damen med glänsande sidenklänning i mitten är måhända någon av dåtidens kvinnliga skådespelare, och säckpipeblåsaren till höger är sannolikt Watteau själv, klädd i allmogedräkt.
Fantasi och verklighet och samspelet dem emellan är målningens tema. Det fanns i Watteaus karaktär ett djupgående drag av ironi, och detta ger hans arbete dess ”udd” och en ibland oförglömlig pregnans, en kombination av sorgsenhet och sensualitet. Få konstnärer har mera verklighetstroget skildrat sidentygers lyster med en så intensiv medvetenhet om att lyster inte är något annat än en ytlig, flyktig effekt av struktur och ljus.
Den utsökta värld han frambringade i sina fêtes galantes är till stor del hämtad ur fantasin, men den är icke desto mindre poetiskt ”sann”. Att Watteau hade slagit an den rätta strängen omvittnas av alla de efterbildningar dessa målningar fick, inte bara i måleri utan även i porslin, lackarbeten, textilier, emalj, silver och till och med på snusdosor i guld. Och hans inflytande var ännu mera genomgripande än vad dessa bilder ger intryck av, ty tryck utförda efter hans målningar och teckningar spreds över hela Europa och inspirerade så olikartade konstnärer som François Boucher, Thomas Gainsborough och Francisco de Goya.

## Verk i urval
- Bröllopskontraktet (cirka 1712)
- Skådespelare från Comédie française (cirka 1712)
- Harlekin och Columbine (cirka 1715)
- Heliga familjen på flykt till Egypten (cirka 1715–1717)
- Kärlekslektionen (cirka 1716–1717)
- Pilgrimsfärd till Kythera (1717 och cirka 1718)
- Äventyrerskan (cirka 1717)
- Mezzetin (1717–1719)
- Fêtes Vénitiennes (1718)
- Pierrot, tidigare kallad Gilles (cirka 1719)
- Gersaints butiksskylt (1720)
- Porträtt av en adelsman (cirka 1720)
- Paris' dom (1720)

Watteau är representerad vid bland annat Nationalmuseum (till exempel Kärlekslektionen) och Göteborgs konstmuseum.